# Первомайский сельсовет (Благоварский район)
Первомайский сельсовет — муниципальное образование в Благоварском районе Башкортостана.

## История
Согласно «Закону о границах, статусе и административных центрах муниципальных образований в Республике Башкортостан» имеет статус сельского поселения.

## Население
| 2002  | 2009  | 2010  | 2012  | 2013  | 2014  | 2015  |
| ----- | ----- | ----- | ----- | ----- | ----- | ----- |
| 1389  | ↗1444 | ↘1410 | ↘1365 | ↘1348 | ↘1323 | ↘1295 |
| 2016  | 2017  |       |       |       |       |       |
| ↗1312 | ↘1286 |       |       |       |       |       |

## Состав сельского поселения
| № | Населённый пункт | Тип населённого пункта       | Население |
| - | ---------------- | ---------------------------- | --------- |
| 1 | Первомайский     | село, административный центр | ↘970      |
| 2 | Старые Санны     | село                         | ↘417      |
| 3 | Староамирово     | село                         | ↘17       |
| 4 | Покровка 2-я     | село                         | ↘6        |